# Carea robinsoni
Carea robinsoni is een vlinder uit de familie van de visstaartjes (Nolidae). De wetenschappelijke naam van de soort is voor het eerst geldig gepubliceerd in 1903 door Charles Swinhoe.